# اریتم مهاجر نکروزدهنده
اریتم مهاجر نکروزدهنده (انگلیسی: Necrolytic migratory erythema) که به اختصار به آن «NME» می‌گویند، گونه‌ای عارضهٔ جلدی است که طی آن، بثورات قرمز و تاول‌دار در سراسر پوست بدن پخش می‌شود. این بیماری به‌خصوص پوست اطراف دهان و اندام‌های انتهایی را تحت تأثیر قرار می‌دهد، اما ممکن است در قسمت تحتانی شکم، باسن، میان‌دوراه و کشاله ران نیز دیده شود. این بیماری به شدت با گلوکاگونوما، نوعی تومور تولیدکننده گلوکاگون در لوزالمعده، مرتبط است، اما در تعدادی از بیماری‌های دیگر از جمله بیماری‌های کبدی و سوء جذب روده‌ای نیز دیده می‌شود.
ضایعت جلدی به صورت بخش‌های قرمز رنگ سطحی با حاشیه نامنظم به همراه وزیکول سالم یا پاره‌شده و دَلَمه هستند.
علت دقیق بروز این بیماری پوستی هنوز مشخص نیست اما احتمال می‌دهند به دلیل افزایش سطح گلوکاگون، کمبود روی، کمبود اسید چرب، کمبود برخی اسیدهای آمینه و بیماری زمینه‌ای کبدی روی دهد.
ویلیام بکر در سال ۱۹۴۲ این بیماری جلدی را در بیماران مبتلا به گلوکاگونوما توصیف کرد و امروزه معلوم شده که تا ۷۰٪ مبتلایان به گلوکاگونوما، اریتم مهاجر نکروزدهنده دارند. علاوه بر این بیماری، اریتم مهاجر نکروزدهنده در بیماری‌های زیر نیز مشاهده می‌شود:
- بیماری سلیاک
- کولیت اولسراتیو
- بیماری کرون
- سیروز
- کارسینوم هپاتوسلولار
- سرطان ریه، از جمله کارسینومای سلول کوچک
- تومورهای لوزالمعده که انسولین یا فاکتور رشد شبه‌انسولین ۲ ترشح می‌کنند.
- سرطان دوازدهه